# 三宅裕司 みんなのヒット!ベスト20+10
三宅裕司 みんなのヒット!ベスト20+10（みやけゆうじみんなのヒットベストにじゅうたすじゅう）は、ニッポン放送のラジオ番組。パーソナリティはタレントの三宅裕司。
毎週日曜日 9:00 - 13:00の生放送。なおスポーツ中継など特別番組が編成されている場合は放送時間が短縮される。また、地方局では1時間に編集されてネットされ、『三宅裕司 みんなのヒット!』のタイトルで放送されている。ネット局は以下参照。
なお、番組は2007年9月30日で終了し、翌週10月7日からは、1992年4月開始の『ガバッと!』以来ついていた『ベスト』、『!』の文字がタイトルから消え、『三宅裕司のサンデーハッピーパラダイス』としてリニューアルされた。

## 番組の内容
2006年1月1日放送開始。これまで同時間帯に放送してきた『裕司と雅子のガバッといただき!!ベスト30』、『三宅裕司のザ・ベスト30"スゲェ!"｣』最新ヒットチャートのトップ30を放送していたのに対し、この番組では、過去にヒットした曲20曲を放送しているのが大きな特徴になっている。番組名にある20とはこのことをあらわしている。もう一つの+10は、最新ヒットチャートのトップ10のことをあらわしている。つまり、この番組はかつてのヒット曲20曲と最新のヒット曲10曲を聴けることから幅広い世代に楽しめる番組となっている。2007年9月30日放送終了。
提供は2007年4月1日まで日産自動車（「NISSAN SUNDAY STATION」というサブタイトルもついていた）、翌週4月8日から1ヶ月間はNTTドコモの一社提供となっていた。（サブタイトルなし）2002年4月7日から2005年12月18日まで同時間帯に放送していた『三宅裕司のザ・ベスト30"スゲェ!"』をリニューアルしたものである。

## 番組コーナー
- ハガキコーナー（毎時00分台）
  - （10時台）その時、時間が止まった（※オープニングタイトルは松村邦洋が担当。）
NHKの番組『その時歴史が動いた』のパロディー。一瞬にして動きが止まってしまったまわりの行動をネタにして投稿する。
  - （11時台）ウチのマコさま
天然ボケで有名な三宅の妻がモデル。リスナーの妻や娘、彼女のとぼけた言動を投稿する。ちなみにタイトルコールの後のBGMはダース・ベイダーのテーマ。
  - （12時台）みやゆう略語研究会（2007年6月3日～）
    - 口だけ番長･･･11時台（～2006年3月19日）
    - ワールド・イイワケ・クラシック（2006年4月2日～2007年5月27日、※野球のワールド・ベースボール・クラシックを文字ったもの。）
- 福の亀田上参上!（9時30分頃・11時30分頃）･･･劇団SETの田上ひろしがリスナー宅を訪問し、1万円をプレゼント。
- みんなの劇場（12時台）･･･三宅と磯部によるコント。
  - なお2007年4月からは、この番組の終了後に放送される『中島知子と鈴木おさむ エンタな日曜日』のパーソナリティ、中島知子と鈴木おさむが最新ヒット曲ベスト3発表の前に登場し、パーソナリティとトークを繰り広げている。

## アシスタント
- 初代　  冨田憲子（フジテレビアナウンサー）

（2006年1月1日 - 2006年10月1日、4月3日付でニッポン放送より転籍）
- 2代目　磯部さちよ

（2006年10月8日 - 2007年9月30日）

## ネット局
放送時間はいずれも日本時間（JST）の日曜日。（2007年4月時点）
- 9:00 - 13:00 LF
- 9:00 - 10:00 YBS
- 10:00 - 11:00 IBC、YBC、CRT、BSN、MRO、FBC、KRY、RNC、RKC、OBS
- 10:30 - 11:30 NBC、RKK、MRT
- 11:00 - 12:00 KNB
- 12:00 - 13:00 ABS　  
  - RSKは2006年3月、JRTは2006年9月、CRKは2007年4月1日、にそれぞれ放送を打ち切った。